# Krzysztof Kazimierz Wołłowicz
Krzysztof Kazimierz Wołłowicz herbu Bogoria – podkomorzy mścisławski w latach 1713–1744, podstarości mścisławski w latach 1704–1713.
Był konsyliarzem województwa mścisławskiego w konfederacji sandomierskiej 1704 roku.